# تحمل مذهبی
تحمل مذهبی یا تساهل مذهبی (انگلیسی: Religious tolerance) ممکن است معنایی جز بردباری و اجازه ای که پیروان یک دین مسلط برای وجود ادیان دیگر داده‌اند، نداشته نباشد، هر چند که این ادیان از نظر دین مسلط حقیر، اشتباه یا مضر تلقی شوند. از نظر تاریخی، بیشتر حوادث و نوشته‌های مربوط به مدارا شامل وضعیت اقلیت و دیدگاه‌های مخالف در رابطه با دین رسمی غالب است. اما دین نیز جامعه‌شناختی است و رواداری همواره جنبه سیاسی نیز داشته‌است.: xiii 